# Línea Franklin
La Línea Franklin (en inglés: Franklin Line) es una de las doce líneas del Tren de Cercanías de Boston. La línea opera entre las estaciones Estación del Sur y en Forge Park/495, iniciando desde Boston, Massachusetts a Franklin, Massachusetts.